# Sonate K. 353
La sonate K. 353 (F.301/L.313) en ré majeur est une œuvre pour clavier du compositeur italien Domenico Scarlatti.

## Présentation
La sonate K. 353, en ré majeur, notée Allegro, forme un couple avec la sonate précédente.
La signature rythmique en doubles croches, accompagnées d'une basse à trois temps, participe de l'accent simple et nerveux d'une sonate pleine d'entrain, dotée d'une grande pureté de forme, comme sa consœur,.

## Manuscrits
Le manuscrit principal est le numéro 28 du volume VII (Ms. 9778) de Venise (1754), copié pour Maria Barbara ; l'autre est Parme IX 4 (Ms. A. G. 31414).

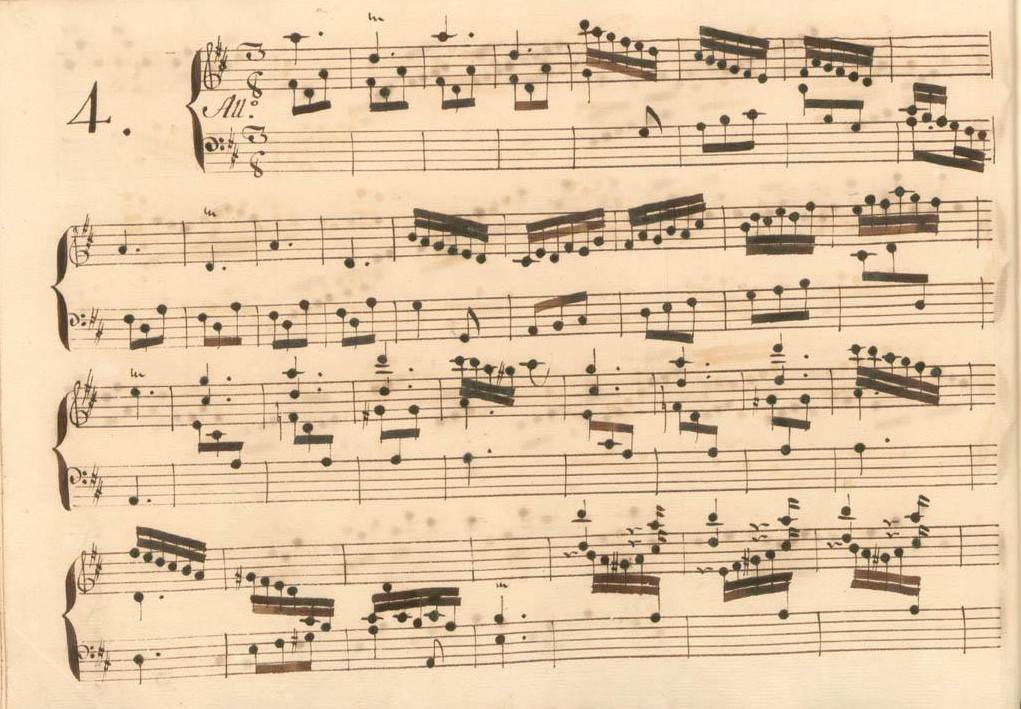
Parme IX 4.
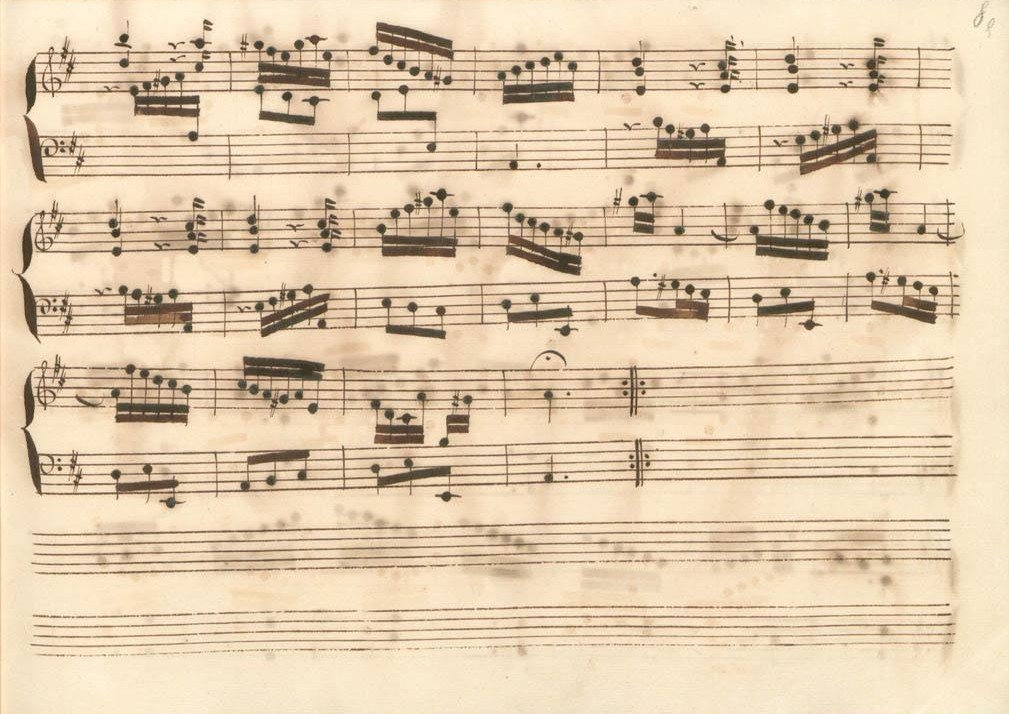
Parme IX 4 (fin de la première section).
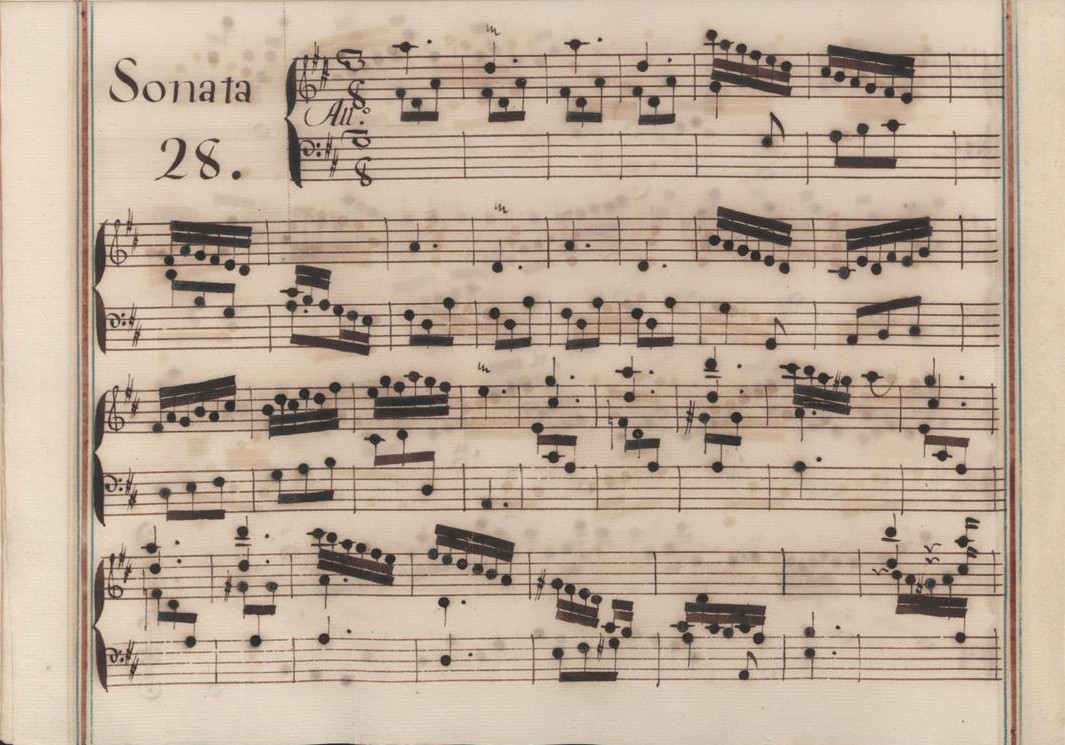
Venise VII 28.
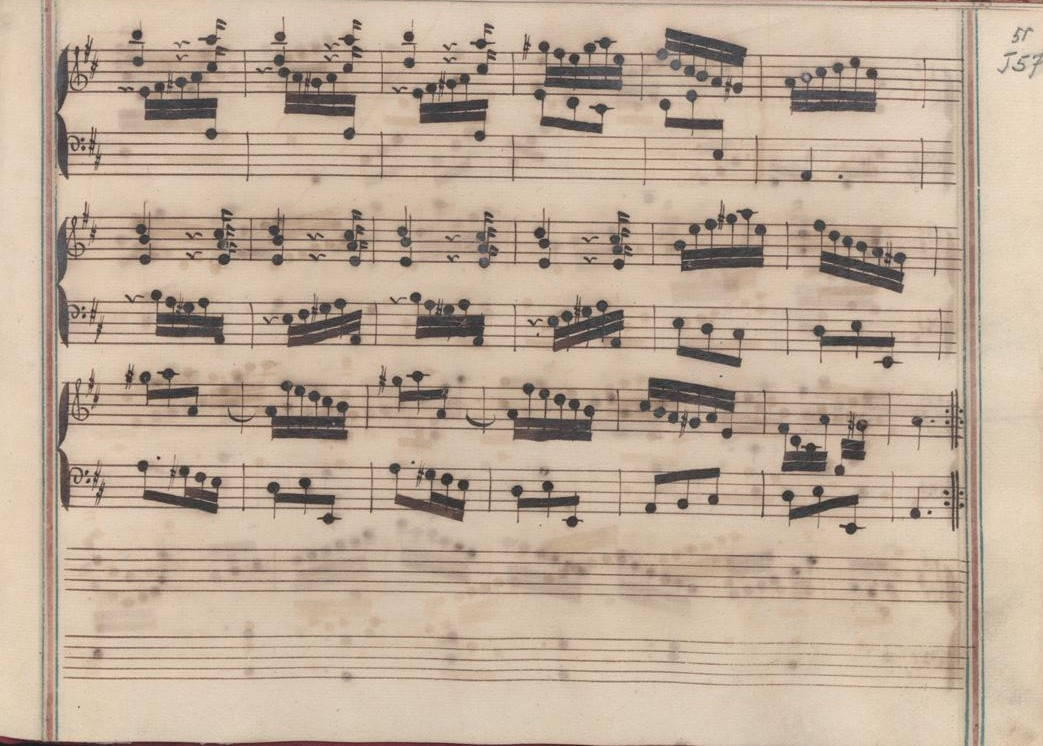
Venise VII 28 (fin de la première section).
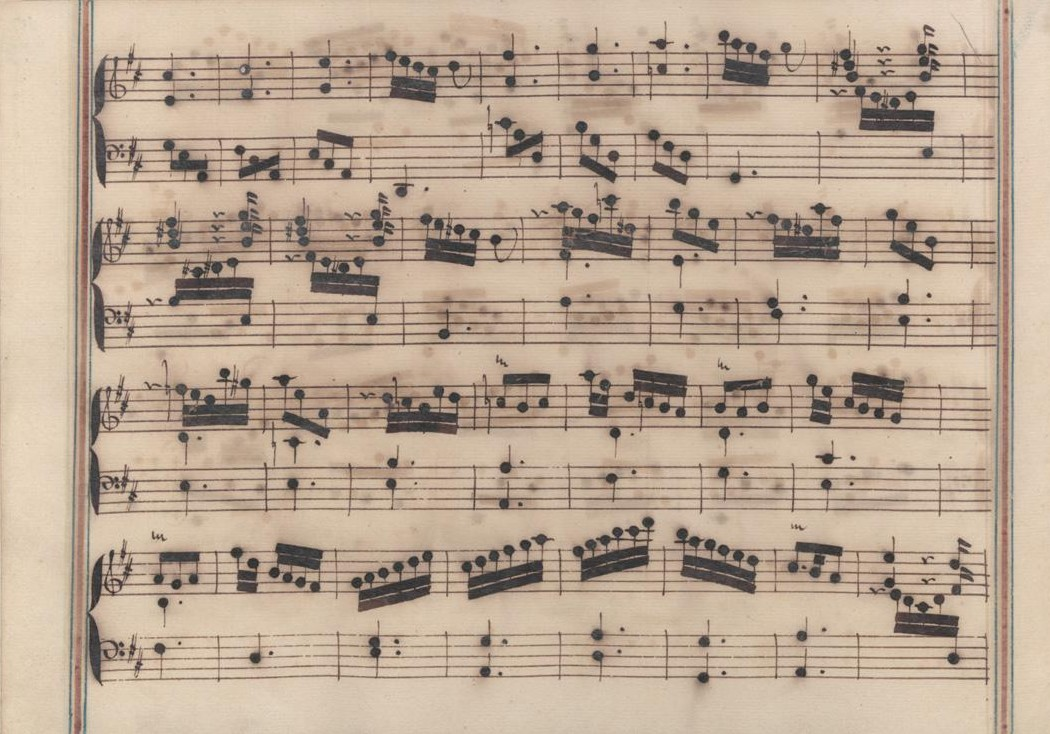
Venise VII 28 (début de la seconde section).
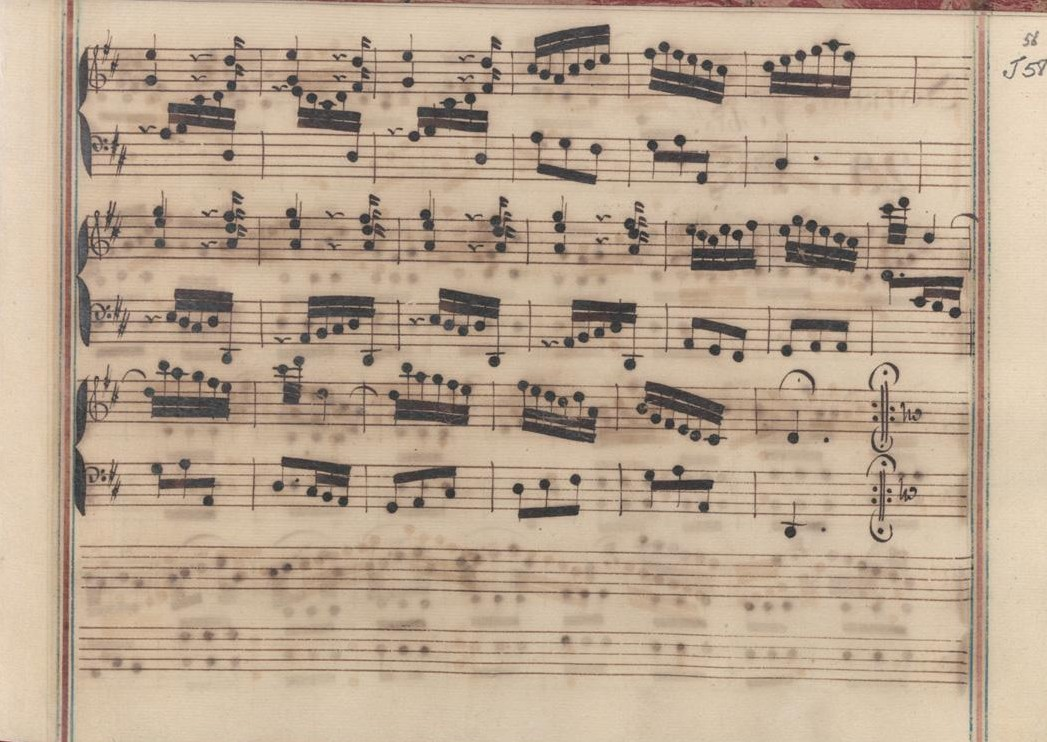
Venise VII 28 (fin de la sonate).

## Interprètes
La sonate K. 353 est défendue au piano, notamment par Carlo Grante (2013, Music & Arts, vol. 4), Goran Filipec (2017, Naxos, vol. 19) ; au clavecin, elle est jouée par Scott Ross (1985, Erato), Richard Lester (2003, Nimbus, vol. 3) et Pieter-Jan Belder (Brilliant Classics, vol. 8).

## Sources
: document utilisé comme source pour la rédaction de cet article.
- Ralph Kirkpatrick (trad. de l'anglais par Dennis Collins), Domenico Scarlatti, Paris, Lattès, coll. « Musique et Musiciens », 1982 (1re éd. 1953 (en)), 493 p. (ISBN 978-2-7096-0118-4, OCLC 954954205, BNF 34689181).
- Alain de Chambure, « Domenico Scarlatti, Intégrale des sonates — Scott Ross », Erato/Éditions Costallat (2564-62092-2 (livret : 2292-45309-2)), 1985 (OCLC 891183737) .
- (en) Carlo Grante, « Domenico Scarlatti, intégrale des sonates pour clavier (vol. 4) », Music & Arts (CD-1293), 2016 (OCLC 1020680576) .